# 콜럼버스 클리퍼스
콜럼버스 클리퍼스(Columbus Clippers)는 미국 오하이오주 콜럼버스를 연고지로 한 마이너 리그 베이스볼 팀이다. 인터내셔널 리그 소속이며, 클리블랜드 가디언스의 트리플 A 팜 팀이다.
이 팀의 역사는 1977년 피츠버그 파이리츠의 산하 마이너 리그 팀으로 시작되었다. 2년 뒤에 뉴욕 양키스 밑으로 이동해 2006년까지 28년간 있었다. 2007년부터 2년간은 워싱턴 내셔널스 산하에 있다가, 현재 클리블랜드 인디언스 밑으로 이동해 현재까지 이어지고 있다.